# Hop-Frog
Hop-Frog (originalment Hop-Frog; or, the Eight Chained Ourangoutangs, 'Hop-Frog o els vuit orangutans encadenats') és un conte breu de l'escriptor nord-americà Edgar Allan Poe, que es publicà per primera volta l'any de la seua mort, 1849.
El malnom que dona títol al relat (Hop-Frog, traduïble per 'granota saltadora') correspon al seu protagonista, un nan exiliat que es converteix en bufó d'un rei molt aficionat a les bromes. El bufó acaba venjant-se del rei i els seus cortesans després que aquests ofengueren la seua estimada Trippetta, també nana. Per això fa que el rei i els cortesans es disfressen d'orangutans en una mascarada i s'encadenen els uns als altres. Davant de tots els convidats, Hop-Frog assassina als seus enemics alçant-los del terra a gran altura amb un ganxo que subjecta les cadenes i calat foc a les disfresses; després escapa amb Trippetta. S'ha suggerit que Poe escrigué el conte com una forma de revenja literària contra l'escriptora Elizabeth F. Ellet i altres persones.

## Anàlisi
El conte es pot incloure en els relats sobre venjança de Poe, juntament amb La bota d'amontillado. Igual que en aquest últim, l'assassí escapa sense càstig del seu crim. Curiosament, la víctima de La bota d'amontillado també duu un vestit de bufó com el protagonista de Hop-Frog.
La història usa el grinyol de dents de Hop-Frog com a element simbòlic, just abans de dissenyar el seu pla de revenja, i després d'haver-lo executat. Poe empra sovint les dents com un signe vinculat a la mort, com en els llavis que es retorcen sobre les dents de l'home hipnotitzat en La veritat sobre el cas del Sr. Valdemar i l'obsessió morbosa amb les dents de Berenice.
Així com La bota d'amontillado suposà un intent de venjança literària en un enemic personal, Hop-Frog podria haver tingut motivacions semblants. Poe havia intentat relacions amb Sarah Helen Whitman i Annie Richmond (romàntiques o platòniques, no s'ha provat), i certs membres del cercle literari de Nova York hi propagaren xafarderies, incitaren a l'escàndol sobre presumptes indecències. Al mig s'hi trobava Elizabeth F. Ellet, els intents amorosos de la qual Poe havia menyspreat. Ellet podria estar representada en el conte pel rei mateix, i els seus set cortesans serien enemics literaris de Poe, com Margaret Fuller, Hiram Fuller (sense relació), Thomas Dunn English, Anne Lynch Botta, Anna Blackwell, Ermina Jane Locke i el seu marit.
El relat, escrit cap al final de la vida de Poe, pot ser autobiogràfic en altres sentits. El bufó Hop-Frog, igual que Poe, fou "segrestat de la seua casa i es presentà al rei" (el seu pare adoptiu, l'opulent John Allan), "amb un nom no conferit en el baptisme, sinó imposat". El bufó, també com Poe, és "molt sensible al vi" i, a més, "quan és escarnit i obligat a beure es torna boig de ràbia". Igual que Hop-Frog, alguna volt Poe fou importunat pels qui li instaven a beure, i s'emborratxava amb una sola copa de vi.
La història podria també estar inspirada en un esdeveniment històric, l'anomenat Bal des Ardents, en la cort de Carles VI de França. Per suggeriment d'un escuder, el rei i altres cinc membres del seu seguici es vesteixen de sàtirs amb robes altament inflamables fetes de brea i lli. Quatre cortesans hi moriren abrasats; el rei Carles se'n salvà.
Aquesta història és també la replega Julio Cortázar, que, a banda de les fonts clàssiques, hi afegeix que Poe podria assabentar-se de l'episodi per un article del Broadway Journal, de febrer de 1847, on es relata la història de Carles VI i els sàtirs abrasats. Una altra possible font seria un relat de 1830 ambientat en la cort del tsar Pau de Rússia, en què es conta la revenja d'un bufó sobre el seu amo. Hervey Allen veu en el relat un valor simbòlic: la realitat, tirana, manté en esclavitud la imaginació, l'obliga a servir de bufona, fins que aquesta se'n revenja de la manera més terrible.
En Els crims del carrer Morgue Poe també es refereix a un orangutan, tot i que en aquest cas el simi és real.

## Publicació
El conte aparegué per primera vegada en el número del 17 de març de 1849 del diari "The Flag of Our Union", de Boston. Es titulà "Hop Frog; Or, The Eight Chained Ourangoutangs". En carta a la seua amiga Annie Richmond, escrigué l'autor: 
| « | Les cinc pàgines de prosa que vaig acabar ahir es titulen, què et sembla, segur que ni t'ho imagines: Hop-Frog! Pensa en el "teu" Eddy escrivint un conte amb un títol "com" 'Hop-Frog'! | » |

Hi afegí que, tot i que The Flag of Our Union no era una publicació massa respectable "des del punt de vista literari", pagava molt bé.